# Пятница (фильм, 1995)
«Пятница» (англ. Friday) — американская комедия 1995 года, режиссёрский дебют Ф. Гэри Грея. Сценарий к фильму написали Айс Кьюб и DJ Пух. Главные роли исполнили Айс Кьюб и Крис Такер. Фильм приобрёл культовый статус и получил несколько продолжений, это «Следующая пятница» (2000) и «Пятница после следующей» (2002), а также мультсериал 2007 года.

## Сюжет
Крэйг Джонс в свой выходной день был уволен с работы, поскольку в этот день на его работе на камеру попал похожий на него человек, который воровал коробки. Отец предлагает сыну пойти по его стопам и стать собаколовом. К Крэйгу в гости заходит его друг Смоки, который торгует марихуаной и сам же её покуривает. Так как оба они не работают, то просто сидят на стульях на крыльце и болтают, наблюдая за соседями и жизнью улицы. Хотя Крэйг не употребляет наркотики, Смоки удаётся в этот раз уговорить его покурить «травку».
К сестре Крэйга приходит Дебби, которая очень нравится Крэйгу и который хотел бы завести с ней отношения. Нынешняя же его нервозная и ревнивая девушка его раздражает. Попутно Дебби обещала познакомить Смоки со своей знакомой. Она даёт ему её номер, и они договариваются о встрече.
Появляется наркодилер Большой Червь, который требует от Смоки отдать ему товар или же деньги. У Смоки нет всей суммы, так как часть товара он скурил сам. Большой Червь обещает приехать вечером и убить его, если деньги так и не будут найдены. Замешанным в эту историю оказывается и Крэйг, так как он также курил товар, предназначенный для продажи. Появляется местный хулиган Дибо, которого боятся все на районе. Он заставляет Смоки влезть в дом к соседу Стэнли, а Крэйга вынуждает стоять на стрёме. Дибо удаётся поживиться, он крадёт $200.
Приезжает Рита, девушка которой Смоки назначил свидание по телефону. Она оказывается толстой и лысой и совершенно не похожей на Джанет Джексон, как она уверяла. Разъярённый Смоки отправляется к Дебби, чтобы отчитать её за такую шутку над ним. От Дебби он узнаёт, что у неё дома сейчас Дибо, который спит с её сестрой-наркоманкой Фелишей. Смоки залазит к ним в окно, чтобы украсть у Дибо те $200, которые сейчас ему самому очень бы пригодились. Всё портит местный воришка Эзал, который, увидев открытое окно, также залазит в него.
Крэйг и Смоки с опаской ждут вечера. Крэйг даже берёт в руки пистолет, но отец пытается отговорить его, объясняя, что пистолет не делает его мужчиной и сражаться он должен кулаками. Появляется фургон, люди из которого открывают стрельбу по Крэйгу и Смоки. Отстреливаясь, им удаётся убежать и спрятаться. Из-за стрельбы просыпается вся улица.
Крэйг и Смоки не пострадали, но внезапно Дебби начинает выяснять отношения с Дибо, который избил её сестру. Дибо бьёт по лицу Дебби и за девушку заступается Крэйг. Поначалу он угрожает Дибо пистолетом, но затем начинает сражаться на кулаках и в конечном итоге одолевает здоровяка. Прощаясь с Крэйгом, Дебби договаривается встретиться с ним завтра утром. Отец сообщает Крэйгу, что того хотят взять назад на работу.
Смоки по телефону улаживает свои дела с Большим Червём. Он говорит, что завязывает с «травкой», но когда кладёт трубку, сразу же закуривает «косяк».

## В ролях
- Айс Кьюб — Крэйг Джонс
- Крис Такер — Смоки
- Ниа Лонг — Дебби
- Том Листер — Дибо
- Джон Уизерспун — мистер Джонс
- Анна Мария Хорсфорд — миссис Джонс
- Реджина Кинг — Дана Джонс
- Пола Джей Паркер — Джой
- Фэйзон Лав — Большой Червь
- DJ Пух — Ред
- Анджела Минс — Фелиша
- Ронн Райзер — Стэнли
- Кэтлин Брэдли — миссис Паркер
- Тони Кокс — мистер Паркер
- Энтони Джонсон — Эзал
- Берни Мак — пастор Клевер
- Миган Гуд — ребёнок на улице
- ЛаВанда Пейдж — Свидетель Иеговы
- Терри Джей Вон — Шана
- Ф. Гэри Грей — работник в магазине
- Иветт Уилсон — Рита
- WC — стрелок в машине
- Рейнальдо Рей — папа Реда
- Майкл Кларк Дункан — игрок в кости

## Производство
Идея подобного фильма возникла из-за того, что стали появляться фильмы, которые изображали жизнь в Южном Централе жестокой и опасной, например «Цвета» (1988), «Ребята по соседству» (1991, главную роль в нём также исполнил Айс Кьюб), «Против течения» (1992) и «Угроза обществу» (1993). Айс Кьюб и DJ Пух посчитали, что такие фильмы не отображают полную картину жизни в подобных местах. В этих фильмах отсутствует веселье и беззаботность, которые также сопровождали их жизнь.
По словам Айс Кьюба, большая часть фильма автобиографична и основана на событиях, произошедших в его детстве. Персонаж Смоки был основан на жизни DJ Пуха, который торговал наркотиками, а Крэйг на двоюродном брате Айс Кьюба.
Айс Кьюб и DJ Пух осознавали свою неопытность и понимали, что не смогут привлечь крупную студию. Дуэт собирался самостоятельно снимать фильм и в целях экономии на чёрно-белую плёнку. В конечном счёте, было решено обратиться на студию New Line Cinema, поскольку у них уже была серия подобного рода фильмов под названием «Домашняя вечеринка». На студии согласились профинансировать фильм, но при условии, что роль Смоки, которого первоначально должен был сыграть DJ Пух, будет исполнять кто-то более опытный. На съёмки было отведено 20 дней.
При выборе режиссёра Айс Кьюб остановился на Ф. Гэри Грее, который снимал музыкальные клипы и не имел опыта работы в художественном кино. Айс Кьюб ранее уже работал с ним, например Грей снимал клип на его песню «It Was a Good Day» (1993). Айс Кьюба привлекло в Грее то, что у них было похожее прошлое, а значит, Грею будет проще передать эстетику фильма. При этом сам Грей не был до конца уверен в том, что зрители примут Айс Кьюба в таком фильме, ведь у того был совершенно другой публичный имидж, и он не ассоциировался с комедиями.

## Выпуск и влияние
Фильм был выпущен 26 апреля 1995 года. В домашнем прокате собрал $27,5 млн при бюджете в $3,5 млн. Фильм получил смешанные отзывы от критиков. На Rotten Tomatoes у фильма 78 % «свежести», на Metacritic — 54 балла из 100.
Постепенно фильм приобрёл культовый статус. В интервью 2009 года Квентин Тарантино рассказал, что фильм входит в 20-ку его любимых, если брать фильмы снятые начиная с 1992 года, когда он сам выпустил свой первый фильм. У «Пятницы» было несколько продолжений, это «Следующая пятница» (2000) и «Пятница после следующей» (2002), а также одноимённый мультсериал, выходивший в 2007 году. Исполнитель одной из главных ролей Крис Такер, однако, отказался участвовать в продолжениях. Фильм «Пятница» породил мем «Bye, Felicia» (при этом мем имеет неверное название, так как персонажа в фильме зовут Фелиша, а не Фелиция).

## Саундтрек
Саундтрек был выпущен 11 апреля 1995 года на лейбле Priority Records и состоял из хип-хопа и R&B. Альбом стал № 1 в альбомном чарте Billboard 200 и был сертифицирован Американской ассоциации звукозаписывающих компаний как дважды платиновый. Хитом стала композиция Dr. Dre «Keep Their Heads Ringin’», которая добралась до 10 места в Billboard Hot 100. На песню был снято музыкальное видео. Клип был снят и на заглавную тему фильма, композицию «Friday» в исполнении Айс Кьюба.
Трек «Friday» вызвал возмущение у группы Cypress Hill. B-Real рассказал, что не смог принять участие в съёмках фильма и в качестве извинения предоставил для фильма трек «Roll It Up, Light It Up, Smoke It Up». Айс Кьюб попросил ещё и композицию «Throw Your Set in the Air», но ему отказали, так как лейбл группы уже собирался издавать эту песню синглом. Позже музыканты Cypress Hill услышали «Friday», где припев был вариацией их припева из «Throw Your Set in the Air».
| №                   | Название                               | Исполнитель                       | Длительность |
| ------------------- | -------------------------------------- | --------------------------------- | ------------ |
| 1.                  | «Friday»                               | Ice Cube                          | 3:49         |
| 2.                  | «Keep Their Heads Ringin’»             | Dr. Dre and Nancy Fletcher        | 5:06         |
| 3.                  | «Friday Night»                         | Scarface and CJ Mac               | 3:40         |
| 4.                  | «Lettin’ Niggas Know»                  | Threat                            | 4:30         |
| 5.                  | «Roll It Up, Light It Up, Smoke It Up» | Cypress Hill                      | 3:31         |
| 6.                  | «Take a Hit»                           | Mack 10                           | 4:36         |
| 7.                  | «Tryin’ to See Another Day»            | The Isley Brothers                | 3:37         |
| 8.                  | «You Got Me Wide Open»                 | Bootsy Collins and Bernie Worrell | 4:47         |
| 9.                  | «Mary Jane»                            | Rick James                        | 3:59         |
| 10.                 | «I Wanna Get Next to You»              | Rose Royce                        | 3:57         |
| 11.                 | «Superhoes»                            | Funkdoobiest                      | 3:44         |
| 12.                 | «Coast II Coast»                       | Tha Alkaholiks                    | 5:08         |
| 13.                 | «Blast If I Have To»                   | E-A-Ski                           | 4:01         |
| 14.                 | «Hoochie Mama»                         | 2 Live Crew                       | 3:01         |
| 15.                 | «I Heard It Through the Grapevine»     | Roger Troutman                    | 6:48         |
| Общая длительность: | Общая длительность:                    | Общая длительность:               | 1:04:08      |